# Ophiocomina australis
Ophiocomina australis är en ormstjärneart som beskrevs av Hubert Lyman Clark 1928. Ophiocomina australis ingår i släktet Ophiocomina och familjen Ophiocomidae. Inga underarter finns listade i Catalogue of Life.